# Дампір-Банбері – Соломон-Хаб
Дампір-Банбері – Соломон-Хаб – газопровід на північному заході Австралії. Офіційно відомий як Fortescue River Gas Pipeline.
Трубопровід спорудили в 2015-му з метою постачання ТЕС Соломон-Хаб, яка обслуговує залізорудні копальні компанії Fortescue Metals Group. Він починається від компресорної станції № 1 газопроводу Дампір – Банбері, при цьому до зазначеної станції також подають ресурс газопроводи Барроу – Дампір-Банбері та  Варанус-Айленд – Дампір-Банбері.
Трубопровід до Соломон-Хаб має довжину 270 кілометрів та виконаний в діаметрі 400 мм.